# Muzeum Gorzelnictwa w Łańcucie
Muzeum Gorzelnictwa w Łańcucie – muzeum położone w Łańcucie, znajdujące się na terenie tamtejszego Polmosu
Placówka mieści się w pochodzącym z 1833 roku klasycystycznym dworku. W budynku tym początkowo mieścił się pierwotnie komisariat dób łańcuckich, a następnie służył on celom mieszkalnym. Po II wojnie światowej obiekt mieścił Technikum Mechanizacji Rolnictwa. Od 1970 roku obiekt przejął Polmos Łańcut, który w latach 1993-94, we współpracy z muzeum na łańcuckim Zamku oraz Muzeum Wnętrz Fabrykanckich w Łodzi przywrócił mu dawny wystrój i zorganizował muzeum.
W muzeum eksponowane są zbiory, związane z historią gorzelnictwa w Łańcucie i poza nim. Wśród eksponatów znajdują się historyczne butelki, maszyny produkcyjne i rozlewnicze, dokumenty, zdjęcia oraz aranżacje wnętrz. Osobna wystawa ukazuje dawne metody produkcji wódek.
Muzeum udostępniane jest do zwiedzania wyłącznie grupom zorganizowanym po uprzednim uzgodnieniu.